# Maysaloun Hamoud
Maysaloun Hamoud, née en 1982 à Budapest, est une scénariste et réalisatrice d'origine palestinienne.

## Biographie
Née à Budapest, Maysaloun Hamoud grandit en Israël, loin de toute religion. Sa famille communiste la sensibilise très jeune à la politique. Elle étudie l'histoire à l'université hébraïque de Jérusalem et devient professeure. À 22 ans, elle découvre le cinéma grâce à un ami qui étudie l’animation et décide de rejoindre la Minshar School for Arts and Design de Tel Aviv.

## Carrière professionnelle
En 2010, Maysaloun Hamoud réalise Sense of Morning, un court métrage inspiré de l'ouvrage Une mémoire pour l’oubli (Memory of Forgetfulness) du poète et auteur palestinien Mahmoud Darwich, publié en 1987. En 1982, lors de la dernière nuit du siège de Beyrouth, un jeune poète palestinien, s'efforce d'atteindre la cuisine afin de poursuivre sa routine quotidienne de café et de cigarettes, malgré l'état de guerre. 
En 2016, elle signe Je danserai si je veux, son premier long métrage de fiction. L'histoire prend place dans le quartier yéménite de Tel-Aviv qualifié d'underground palestinien. La réalisatrice s'intéresse à cette population en marge qui a choisi de ne pas reproduire les schémas familiaux et de défier les lois de la société en place.  
Le film primé dans différents festivals internationaux brosse le portrait de Layla, Nour et Salma, trois jeunes colocataire  en pleine révolte contre les carcans familiaux et religieux qui définissent les tabous de la société arabe israélienne contemporaine. En raison des thématiques abordées telles l'homosexualité, l'alcool et la drogue, la réalisatrice est visée par une fatwa menée par des fondamentalistes religieux qui la condamne à mort. Ce premier long métrage a été produit par le réalisateur israélien Shlomi Elkabetz, ancien professeur de Maysaloun Hamoud à la Minshar School of Art de Tel-Aviv.  
En s'inspirant de sa propre expérience, Maysaloun Hamoud tient à démontrer le paradoxe de Tel Aviv qui malgré son goût de la modernité, reste empreinte de nombreuses traditions. Si la réalisatrice reconnaît l'émergence d'une nouvelle vague de créations cinématographiques à la suite du printemps arabe en 2010, elle estime que la place des femmes dans le monde arabe sera toujours similaire tant que subsistera un système patriarcal. Pour Maysaloun Hamoud, c’est aux femmes de faire la révolution.  
En mai 2017, la réalisatrice est lauréate du prix Jeunes Talents lors de la 3e édition du Women in Motion, organisé en parallèle du Festival de Cannes. Cet évènement a pour objectif de valoriser le travail des femmes dans le 7e art.  

## Filmographie
- 2010 : Sense of Morning (court métrage)
- 2016 : Je danserai si je veux (Bar Bahar)

## Distinctions
- 2016 : Danny Lerner Award, prix du meilleur premier film, Je danserai si je veux, Festival international du film de Haifa, Haifa, Israël
- 2016 : Prix Sebastiane du meilleur film pour Je danserai si je veux, prix TVE Otra Mirada et prix du jury jeune, Festival International du Film de San Sebastian, San Sebastian, Espagne
- 2016 : Prix NETPAC pour Je danserai si je veux, Festival international du film de Toronto, Ontario, Canada
- 2017 : Prix FIPRESCI, compétition internationale, Je danserai si je veux, Festival international du film d'Istanbul, Istanbul, Turquie
- 2017 : Prix du jury, meilleur scénario, Je danserai si je veux, Berkshire International Film Festival (BIFF), Great Barrington, Massachusetts
- 2017 : Prix du meilleur réalisateur pour un premier film, Je danserai si je veux, Kosmorama, Trondheim, Norvège
- 2017 : Prix jeunes talents pour Maysaloun Hamoud, Women in Motion, Festival de Cannes, Cannes, France